# Problemas de Hilbert

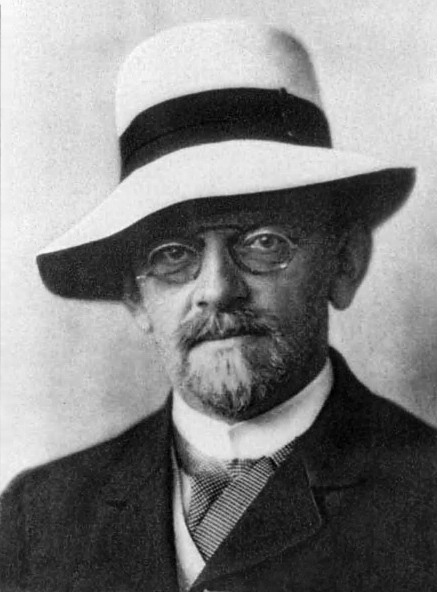
David Hilbert, o autor dos "23 problemas"

Os Problemas de Hilbert são uma lista de 23 problemas em matemática propostos pelo matemático alemão David Hilbert na conferência do Congresso Internacional de Matemáticos de Paris em 1900. Nenhum dos problemas havia tido solução até então, e vários deles acabaram se tornando muito influentes na matemática do século XX. Nessa conferência, ele publicou 10 dos problemas (1, 2, 6, 7, 8, 13, 16, 19, 21, e 22). O resto da lista foi publicado mais tarde.

## Natureza e influência dos problemas

Animação para o Terceiro problema de Hilbert, resolvido por Max Dehn, que provou que, se dois poliedros têm o mesmo volume, é possível decompor um deles em outros poliedros menores e reconstruir estes poliedros formando o outro.

Os problemas de Hilbert foram bastante amplos e precisos. Alguns deles foram claros o suficiente em busca de uma resposta sim ou não, como, por exemplo, o terceiro problema (provavelmente o mais simples de ser entendido por não especialistas, além de ter sido o primeiro a ser resolvido) ou o oitavo problema (A hipótese de Riemann). Existem outros problemas (como o quinto) com os quais especialistas concordam numa única interpretação e uma solução para tal interpretação foi dada, mas alguns permanecem não resolvidos; talvez estes estejam intimamente relacionados com o que Hilbert pretendia. Às vezes as declarações de Hilbert não eram precisas o suficiente para especificar um problema em particular, mas eram sugestivas o suficiente de forma que certos problemas de natureza mais contemporânea pareciam ter uma aplicação. Por exemplo, estudiosos de Teoria Moderna dos Números provavelmente poderiam ver o nono problema como uma referência à correspondência conjectural de Langlands sobre a  representação de grupos de Galois de um corpo de números. Como também, por exemplo, o décimo primeiro e o décimo sexto problemas, centrados no que são hoje subdisciplinas matemáticas florescentes, como a teoria das formas quadráticas e as curvas algébricas reais.
Existem dois problemas que, além de não terem sido resolvidos, não podem ser resolvidos com as técnicas modernas. O sexto problema consiste na axiomatização da física, uma meta para os físicos do século XX (inclusive, isto é visto como uma disciplina independente da matemática) se tornou tanto mais remoto quanto menos importante na época de Hilbert. Também o quarto problema, que envolve as fundações da geometria, foi escrito de maneira muito vaga, não chegando, assim, a uma resposta definitiva.
Notavelmente, os outros vinte e um problemas receberam uma atenção significante e, no final do século vinte, trabalhos com estes problemas ainda são de grande importância. Paul Cohen recebeu a Medalha Fields, em 1966, por seu trabalho no primeiro problema e pela solução negativa para o décimo problema em 1970 por Matiyasevich (completando o trabalho de Davis, Putnam e Robinson) geraram uma aclamação similar. Aspectos desses problemas ainda despertam grande interesse hoje.

## Ignorabimus
Muitos dos problemas de Hilbert foram resolvidos de maneira surpreendente, e por vezes de forma perturbadora, até mesmo para o próprio Hilbert. Seguindo Frege e Russell, Hilbert procurou definir a matemática através da lógica, usando o método de sistemas formais, ou seja, provas finitistas a partir de um conjunto constituído por axiomas. Um dos principais objetivos do programa de Hilbert era uma prova finitista da consistência dos axiomas da aritmética: o que fora proposto em seu segundo problema.
No entanto, o segundo teorema da incompletude de Gödel mostra que uma prova finitista da consistência da aritmética é comprovadamente impossível. Hilbert viveu por 12 anos após o teorema de Gödel, mas parece que não escreveu qualquer resposta formal ao seu trabalho. Mesmo assim, sem dúvida, a importância do trabalho de Gödel para a matemática como um todo (não apenas na lógica formal) foi amplamente ilustrado por sua aplicabilidade a um dos problemas de Hilbert.
O décimo problema de Hilbert não pergunta se existe um algoritmo para decidir a solubilidade de equações diofantinas, mas pede a construção de um algoritmo que possa determinar, em um número finito de operações, se a equação é solúvel por números inteiros e racionais. Este problema foi resolvido, mostrando que não pode haver qualquer algoritmo que satisfaça o que foi proposto, o que presumivelmente foi bastante surpreendente para ele.
Ao discutir sua opinião de que todo problema matemático deve ter uma solução, Hilbert permite que, possivelmente, uma solução poderia ser uma prova de que o problema original é impossível. Notoriamente, ele afirmou que a questão é saber de um jeito ou de outro qual é a solução, pois ele acreditava que sempre poderíamos encontrá-lo, e que na matemática não há qualquer "ignorabimus" (declaração cuja verdade nunca possa ser conhecida). Parece claro que se ele tivesse considerado a solução do décimo problema como uma instância do ignorabimus, estaríamos provando que “não existir” não é a solução inteira, mas (de certa forma) a nossa própria capacidade de discernir (de uma maneira específica) se existe uma solução.
Por outro lado, a situação do primeiro e segundo problemas são ainda mais complicados, pois não existe qualquer consenso matemático claro  se os resultados de Gödel (para o segundo problema), ou Gödel e Cohen (para o primeiro problema)  dão soluções definitivas negativas ou não, uma vez que estas soluções são aplicáveis a certa formalização de problemas, formalização esta que é bastante razoável, mas não é necessariamente a única possível.

## O 24.° problema
Ao preparar os problemas, Hilbert havia listado 24 problemas, mas acabou decidindo não propor um deles. O 24.° era sobre um critério para simplicidade e métodos gerais em Teoria de Prova. Deve-se a descoberta deste problema a Rüdiger Thiele, em 2000.

## Consequências
Desde 1900, matemáticos e organizações matemáticas anunciaram várias listas de problemas, com algumas exceções, essas coleções não tiveram tanta influência nem provocaram tanto trabalho como os problemas de Hilbert.
Uma das exceções é feita por três conjecturas feitas por André Weil durante a década de 40 (as conjecturas de Weil). Nos campos da geometria algébrica, teoria dos números e as ligações entre as duas, as conjecturas de Weil foram muito importantes. A primeira das conjecturas de Weil foi provada por Bernard Dwork, e uma prova completamente diferente das duas primeiras conjecturas via chomologia l-ádica foi dada por Alexander Grothendieck. A última e mais profunda das conjecturas de Weil (um análogo da hipótese de Riemann) foi provada por Pierre Deligne. Ambos Grothendieck e Deligne foram premiados com a medalha Fields. No entanto, as conjecturas de Weil em seu âmbito se assemelham mais a um simples problema de Hilbert, e Weil nunca os alvejou como um programa para toda a matemática. Isso é um pouco irônico, já que indiscutivelmente Weil era o matemático das décadas de 40 e 50 que melhor desempenhou o papel de Hilbert, sendo familiarizado com quase todas as áreas da matemática (teórica) e de ter sido importante para o desenvolvimento de muitos delas.
Paul Erdős é considerado uma lenda por ter colocado centenas, se não milhares, de problemas matemáticos, muitos deles ditos como profundo. Erdős frequentemente oferecia recompensas monetárias; e o tamanho da recompensa dependia da dificuldade associada ao problema.
O fim do milênio, sendo também o centenário do anúncio dos problemas de Hilbert, foi uma ocasião singular para propor "um novo conjunto de problemas de Hilbert." Vários matemáticos aceitaram o desafio, notavelmente o medalhista Steve Smale, que respondeu a um pedido de Vladimir Arnold, propondo uma lista de 18 problemas. Os problemas de Smale, até agora, não receberam muita atenção da mídia, e ainda não está claro o nível de seriedade que a comunidade matemática está dando a eles.
Pelo menos na grande mídia, o análogo do século XXI dos problemas de Hilbert é a lista de sete Millennium Prize Problems escolhido em 2000 pelo Instituto Clay de Matemática. Ao contrário dos problemas de Hilbert, onde o prêmio principal foi a admiração de Hilbert em particular e os matemáticos em geral, cada problema-prêmio inclui uma recompensa de milhões de dólares. Tal como acontece com os problemas de Hilbert, um dos problemas-prémio (a conjectura de Poincaré) foi resolvido em relativamente pouco tempo depois que os problemas foram anunciados.
Notável por sua aparição na lista de problemas de Hilbert, a lista de Smale e a lista de Millennium Prize Problems - e até mesmo, em seu disfarce geométrico, nas Conjecturas de Weil - é a hipótese de Riemann. Apesar de alguns ataques famosos recentes de grandes matemáticos atuais, muitos especialistas acreditam que a hipótese de Riemann ainda será incluída em listas de problemas durante séculos. Hilbert se declarou: "Se eu despertasse depois de ter dormido durante mil anos, a minha primeira pergunta seria: a hipótese de Riemann foi provada?"
Em 2008, a DARPA anunciou a sua própria lista de 23 problemas que ele esperava que pudessem causar grandes descobertas matemáticas "desse modo reforçando as capacidades científicas e tecnológicas do DoD".

## Lista e situação dos problemas
Os 23 problemas de Hilbert são:
| Número do problema | Situação                 | Enunciado |
| ------------------ | ------------------------ | --- |
| Problema 1         | Resolvido1               | Provar a hipótese do continuum (HC) de Cantor                                                                      |
| Problema 2         | Resolvido2               | Demonstrar a consistência dos axiomas da aritmética                                                                |
| Problema 3         | Resolvido3               | Pode-se provar que dois tetraedros têm o mesmo volume (sob certas condições)?                                      |
| Problema 4         | Vago Demais4             | Construir todos os espaços métricos em que as linhas são geodésicas                                                |
| Problema 5         | Resolvido5               | Todo grupo contínuo é automaticamente um grupo diferencial?                                                        |
| Problema 6         | Não-matemático6          | Transformar toda a Física em axiomas                                                                               |
| Problema 7         | Resolvido7               | a b é transcendente para a ≠ 0,1 algébrico e b irracional algébrico? (ex.: {\displaystyle 2^{\sqrt {2}}})          |
| Problema 8         | Aberto8                  | A Hipótese de Riemann e a Conjectura de Goldbach                                                                   |
| Problema 9         | Parcialmente Resolvido9  | Achar a lei de reciprocidade mais geral em todo campo de número algébrico                                          |
| Problema 10        | Resolvido10              | Encontrar um algoritmo que determine se uma equação diofantina tem solução                                         |
| Problema 11        | Parcialmente Resolvido11 | Classificar as formas quadráticas a coeficiente nos anéis algébricos inteiros                                      |
| Problema 12        | Aberto12                 | Estender o Teorema de Kronecker-Weber para os corpos não abelianos.                                                |
| Problema 13        | Resolvido13              | Demonstrar a impossibilidade de resolver equações de sétimo grau através de funções de somente duas variáveis      |
| Problema 14        | Resolvido14              | Provar o carácter finito de certos sistemas completos de funções                                                   |
| Problema 15        | Parcialmente Resolvido15 | Desenvolver bases sólidas para o cálculo enumerativo de Schubert                                                   |
| Problema 16        | Aberto16                 | Desenvolver uma topologia de curvas e superfícies algébricas                                                       |
| Problema 17        | Resolvido17              | Demonstrar que uma função racional positiva pode ser escrita sob a forma de soma de quadrados de funções racionais |
| Problema 18        | Resolvido18              | Construir um espaço euclidiano com poliedros congruentes. Qual a maneira mais densa de se empacotarem esferas?     |
| Problema 19        | Resolvido19              | Provar que o cálculo de variações é sempre necessariamente analítico                                               |
| Problema 20        | Resolvido20              | Todos os problemas variacionais com certas condições de contorno têm solução?                                      |
| Problema 21        | Resolvido21              | Prova da existência de equações diferenciais lineares tendo um determinado grupo monodrômico                       |
| Problema 22        | Resolvido22              | Uniformizar as curvas analíticas através de funções automorfas                                                     |
| Problema 23        | Aberto23                 | Desenvolver um método geral de resolução no cálculo de variações                                                   |